# Valentine Monnier
Valentine Marie Odile Sabine Christine Monnier (* 22. Oktober 1956 in Paris) ist eine französische Fotografin und ehemalige Schauspielerin und Model.

## Leben
Monnier begann in den 1970er Jahren mit ersten Modeltätigkeiten. Im September 1977 war sie auf dem Cover des Cosmopolitan abgebildet, im November 1977 gemeinsam mit dem Model Alva Chinn auf dem Cover des Musikalbums Chic. Ihr Filmdebüt gab sie 1980 in dem Film The Mad Mustangs. Es folgten Nebenrollen in den Filmen Le mari, la femme et le cosmos und Elle voit des nains partout! sowie Episodenrollen in den Fernsehserien L'oeil de la nuit und Maigret. 1983 wirkte sie in dem Katastrophenfilm Fireflash – Der Tag nach dem Ende mit. 1983 befand sie sich in den Dreharbeiten zum Tierhorrorfilm Grizzly II: Revenge, der aufgrund finanzieller Probleme erst 2020 veröffentlicht werden konnte. 1984 übernahm sie mit der Rolle der Dr. Stella Dickens eine der Hauptrollen im Tierhorrorfilm Monster Shark. 1985 hatte sie Besetzungen in der Fernsehserie Cinéma 16 und in den Filmen Drei Männer und ein Baby und Der Mann mit dem stahlharten Blick.
Im November 2019 gab Monnier an, dass der Filmregisseur Roman Polański sie 1975 im Alter von 18 Jahren in Gstaad während eines gemeinsamen Skiurlaubs vergewaltigt habe. Sie hatte mit einer Freundin einen Skiurlaub gemacht, in dem auch ein Aufenthalt in Polańskis Chalet eingeplant war. Nach einer abendlichen Abfahrt wäre es dann in dem Haus zu der Vergewaltigung gekommen. Über seinen Anwalt wies Polański die Vorwürfe zurück.
Sie arbeitet heute als Fotografin und veröffentlicht ihre Werke in Galerien.

## Filmografie
- 1980: The Mad Mustangs (Le bar du téléphone)
- 1981: Le mari, la femme et le cosmos (Fernsehfilm)
- 1981: L'oeil de la nuit (Fernsehserie, Episode 2x04)
- 1982: Maigret (Fernsehserie, Episode 1x53)
- 1982: Elle voit des nains partout!
- 1983: Fireflash – Der Tag nach dem Ende (2019: dopo la caduta di New York)
- 1983: Grizzly II: Revenge (Grizzly II: The Predator) (veröffentlicht 2020)
- 1984: Monster Shark (Shark: Rosso nell’oceano)
- 1985: Cinéma 16 (Fernsehserie)
- 1985: Drei Männer und ein Baby (3 hommes et un couffin)
- 1985: Der Mann mit dem stahlharten Blick (L’homme aux yeux d’argent)